# Chariaspilates niponaria
Chariaspilates niponaria är en fjärilsart som beskrevs av Felder 1875. Chariaspilates niponaria ingår i släktet Chariaspilates och familjen mätare. Inga underarter finns listade i Catalogue of Life.